# Orazio Samacchini
Orazio Samacchini (Bologna, 20 dicembre 1532 – Bologna, 12 giugno 1577) è stato un pittore italiano del tardo Rinascimento, della scuola manierista.

## Biografia

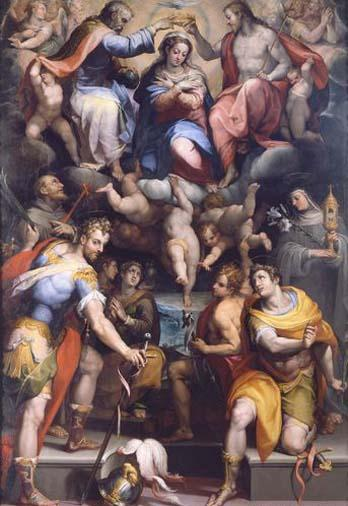
Orazio Samacchini: Madonna in Gloria incoronata dalla Trinità con i Santi, ca. 1570, Pinacoteca Nazionale di Bologna

Orazio Samacchini, o Sammacchini o anche Sammachini, fu allievo di Pellegrino Tibaldi.
La sua prima attività è ancora in gran parte da chiarire, e si svolse tra Parma (in collaborazione col più anziano Ercole Procaccini) e Bologna (cappella di Sant'Ubaldo, chiesa di San Giovanni in Monte).
Nel 1563 si recò a Roma, dove partecipò con Taddeo e Federico Zuccari alla decorazione del Palazzo Apostolico e della Sala Regia di papa Pio IV.
Rientrato a Bologna, eseguì un certo numero di dipinti da altare, come la Madonna e santi in Santa Maria Maggiore (1564), la Crocifissione in Santa Maria dei Servi (1568), la Trasfigurazione nella chiesa del Corpus Domini (1569).
A partire dal 1570 il suo stile si fa più monumentale e roboante, combinando gli influssi apparentemente divergenti di Giorgio Vasari e Pellegrino Tibaldi.
Appartiene a questa ultima fase la decorazione della cappella Magnani in San Giacomo Maggiore (1575).
A Parma realizzò affreschi nel transetto sinistro del Duomo (1570-74), a Cremona dipinse gli affreschi La Virtù, I Profeti e Gli Angeli nella chiesa di Sant'Abbondio. A Città di Castello realizzò degli affreschi nel Palazzo Vitelli a Sant'Egidio (1574).
Una sua Annunciazione, proveniente da Santa Maria degli Angeli a Bologna, è attualmente visibile nella Pinacoteca civica di Forlì. Dell'opera, che risale al 1570, è stata sottolineata l'enfasi manierista di ispirazione vasariana.
Orazio Samacchini è considerato tra i più importanti rappresentanti del manierismo bolognese della seconda metà del Cinquecento. Nel 1572 fu eletto direttore della Compagnia dei pittori. L'8 febbraio 1573 suo fratello Giulio Cesare fu eletto per sua intercessione nel comitato della Corporazione dei pittori. Ebbe due figli, Alessandro e Fabrizio, anch'essi pittori.

## Opere
- Adorazione dei magi, olio su tela, cm 210 x 190, 1565 ca., Chiesa di San Silvestro Papa a Crevalcore
- Nascita di San Giovanni Battista, Collegiata di Santa Maria Maggiore a  Pieve di Cento